# Lucien Tainguy

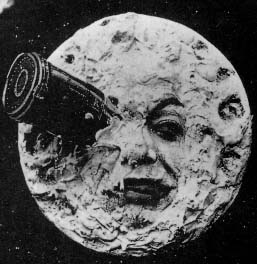
Le Voyage dans la Lune (1902)

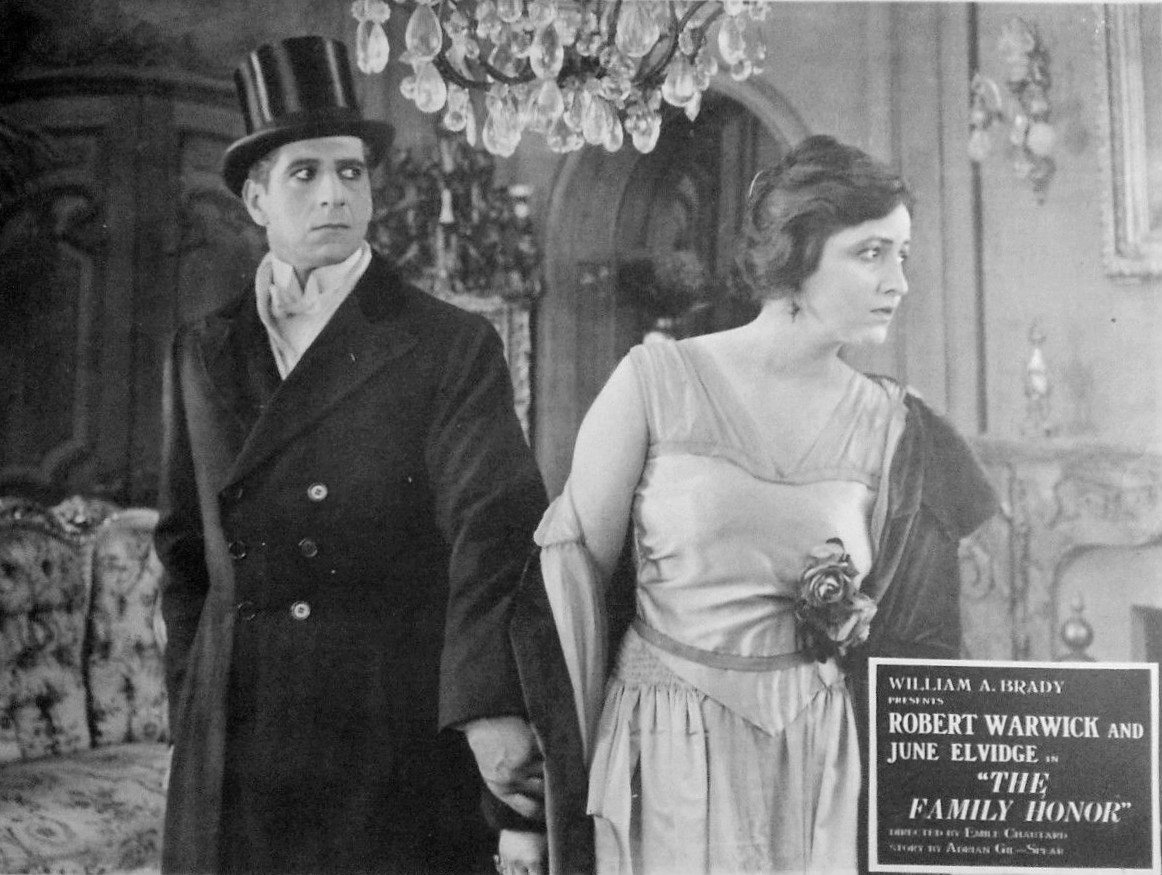
L'Honneur de la famille (1917),
avec Robert Warwick et June Elvidge

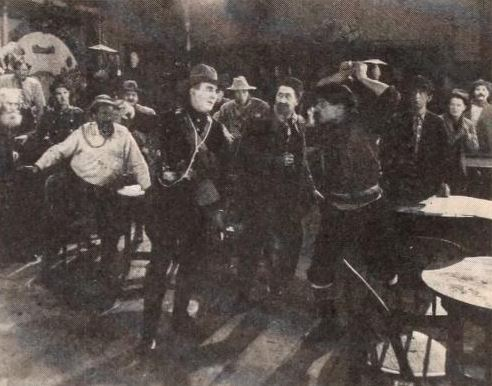
God's Country and the Law (1921)

Lucien Tainguy, né le 10 août 1881 à Paris, et mort en février 1971 à New York (arrondissement du Bronx), est un directeur de la photographie français.

## Biographie
Dans les années 1900, Lucien Tainguy travaille aux côtés de Georges Méliès et reste connu comme l'un des chefs opérateurs du Voyage dans la Lune (1902). Faute d'être crédité, il est difficile de savoir à quelles autres réalisations de Méliès il contribue durant cette période.
Au début des années 1910, il s'installe aux États-Unis et dirige notamment les prises de vues de plusieurs films américains muets réalisés par Émile Chautard, dont L'Honneur de la famille (en) (1917, avec Robert Warwick et June Elvidge). Citons également le western Arizona d'Augustus E. Thomas (1913, avec Gail Kane et William Conklin).
Ses trois derniers films sortent en 1921, dont God's Country and the Law de Sidney Olcott (avec Cesare Gravina). Il meurt en 1971, à 89 ans. 

## Filmographie partielle

### En France
- 1902 : Le Voyage dans la Lune de Georges Méliès

### Aux États-Unis
- 1912 : Cléopâtre (Cleopatra) de Charles L. Gaskill
- 1913 : Arizona d'Augustus E. Thomas
- 1915 : The Boss (en) d'Émile Chautard
- 1915 : The Rack (en) d'Émile Chautard
- 1916 : The Heart of a Hero (en) d'Émile Chautard
- 1916 : Vendredi 13 (en) (Friday the 13th) d'Émile Chautard
- 1917 : A Hungry Heart (en) d'Émile Chautard
- 1917 : The Beloved Advenuress (en) de William A. Brady
- 1917 : The Web of Desire d'Émile Chautard
- 1917 : L'Honneur de la famille (en) (The Family Honor) d'Émile Chautard
- 1917 : The Good for Nothing (en) de Carlyle Blackwell
- 1917 : Forget Me Not (en) d'Émile Chautard
- 1917 : L'Homme qui a oublié (en) (The Man Who Forgot) d'Émile Chautard
- 1918 : The Interloper (en) d'Oscar Apfel
- 1918 : The Beautiful Mrs. Reynolds (it) d'Arthur Ashley
- 1918 : Tinsel (en) d'Oscar Apfel
- 1918 : Son Altesse Royale (it) (His Royal Highness) de Carlyle Blackwell
- 1918 : Le Démon de l'or (en) (The Purple Lily) de Fred Kelsey
- 1918 : Merely Players (en) d'Oscar Apfel
- 1919 : Échos de jeunesse (en) (The Echo of Youth) d'Ivan Abramson
- 1919 : Le Danseur inconnu (en) (The Love Cheat) de George Archainbaud
- 1919 : Mandarin's Gold (en) d'Oscar Apfel
- 1919 : Mam'zelle Milliard (en) (A Damsel in Distress) de George Archainbaud
- 1919 : Hit or Miss (it) de Dell Henderson
- 1919 : The Scar (en) de Frank Hall Crane
- 1920 : In Walked Mary de George Archainbaud
- 1920 : The Shadow of Rosalie Byrnes (it) de George Archainbaud
- 1920 : What Women Want (en) de George Archainbaud
- 1921 : God's Country and the Law de Sidney Olcott
- 1921 : The Girl from Porcupine (en) de Dell Henderson